# Château d'Hanstein
Pour les articles homonymes, voir Château et Hanstein.
Le château d'Hanstein est un château en ruines situé dans le centre de l'Allemagne près de Bornhagen en Thuringe dans la région de l'Eichsfeld. Il domine la rivière Werra.
Le nom de Fritz Huschke von Hanstein provient de ce château.